# آدم ريتشل
آدم ريتشل (بالإنجليزية: Adam Rachel)‏ (10 ديسمبر 1976 ببرمنغهام في المملكة المتحدة - ) هو لاعب كرة قدم بريطاني في مركز حراسة المرمى. لعب مع أستون فيلا ونادي بلاكبول ونورثويتش فيكتوريا وSolihull Moors F.C. ‏ ونادي موور غرين لكرة القدم.

## وصلات خارجية
- آدم ريتشل على موقع قاعدة بيانات كرة القدم.إي يو (الإنجليزية)
- آدم ريتشل على موقع Soccerbase.com (لاعب) (الإنجليزية)
- آدم ريتشل على موقع عالم كرة القدم.نت (الإنجليزية)